# Арагонски грађански рат
Арагонски грађански рат (31. мај 1410 — 28. јун 1412) био је сукоб који се догодио због тога што је арагонски краљ Мартин умро без легитимних мушких наследника. Тада се јавило много претендената на престо. За време рата Круна Арагона на Иберијском полуострву је била је подељена на три табора, иако су они били у међусобном сукобу. Рат се завршио споразумом из Каспе и доласком Фернанда, инфанта од Кастиље на власт у Круни Арагона.

## Списак кандидата
| Слика                    | Име                   | Живот                                   | Право на престо | Титула                                          |
| ------------------------ | --------------------- | --------------------------------------- | --- | ----------------------------------------------- |
| Алфонсов грб             | Алфонсо I од Гандије  | (1332-5. март 1412)                     | Унук Ђаумеа II од Арагона | Војвода од Гандије, Гроф од Рибагорсе           |
| Алфонсов грб             | Алфонсо II од Гандије | (1358-31. август 1422)                  | Праунук Ђаумеа II од Арагона | Војвода од Гандије, Гроф од Рибагорсе           |
|                          | Ђауме II од Урђела    | (1380- 1. јун 1433)                     | Његова супруга Изабела је била кћерка Переа IV од Арагона из његовог брака са Сибелом од Фортије. Ђауме је био праунук Алфонса IV од Арагона | Гроф Урђела                                     |
|                          | Антонио де Луна       | († 1419)                                | Не легитимни потомак Ђаумеа I од Арагона и Руђера де Љурије                                                                                  | Гроф Урђела (савладар Ђаумеа II од Урђела)      |
| Лујов грб                | Луј III Анжујски      | (25. септембар 1403- 12. новембар 1434) | Унук по мајци Ђоана I од Арагона | Војвода Калабрије                               |
| Фернандо, инфант Кастиље | Фернандо од Атекере   | (27. новембар 1380- 2. април 1416)      | Унук по мајци Переа IV од Арагона | de facto краљ јужне Кастиље и инфант од Атекере |
|                          | Фадрике де Луна       | (1401- 29. мај 1438)                    | Ванбрачни син Мартина I од Сицилије, који је био син Мартина I од Арагона                                                                    | Узурпатор Антониа де Луне                       |
| Грб Хуана де Прадеса     | Хуан де Прадес        | (1335—1414)                             | Брат Алфонса I од Гандије | Гроф од Прадеса                                 |

## Успон Фернанда, инфанта Кастиље, као кандидата за арагонски престо
Фернандо је био један од претендената за арагонски престо, јер је његова мајка била кћерка арагонског краља Переа IV Свечаног. Био је један од најслабијих претендената, али моћнији претенденти су се борили међусобно, па је Фернандо ојачао. Фернандовим присталицама се придружио утицаног надбискуп Сарагосе, који је у савез са Фернандом увукао многе моћне племиће Арагона. Нови гроф Ургела Антонио де Луна је убио надбискупа и покушао да освоји Сарагосу, али није доживео понижавајући пораз. Тај пораз је изазвао јачање Фернанда у Арагону. Од септембра 1411. године Фернандо је био најмоћнији претендент за арагонски престо, Фернандо није постигао никакве успехе у провинцији Валенсији. У јануару 1412. у бици код Морведреа Антонио де Луна је поражен од стране Фернандових снага.

## Споразум из Каспе
Авињонски антипапа Бенедикт XIII (папа 1393-1423) је одлучио да донесе мир Арагону па је наредио да се сва три краљевства: Арагон, Валенсија и Каталонија, која су тих година настала на тлу Арагона изаберу по три своја предсавника. Представници Арагона су били:
- Доминго Рам, бископ Уеске,
- Франсиско де Аранда, картузијански монах,
- Беренгер де Барафи, један од најугледнијих правника тог доба.

Представници Каталоније су били:
- Педро Загарига, надбискуп Тарагоне,
- Гуљелмо де Велсека, један од најугледнијих адвоката,
- Бернандо де Гуалбес, правник.

Представници Валенсије су били:
- Бонифацио Ферер, велики мајстор Картузијанаца и Доминиканаца,
- Висенте Ферер, веома речит и побожан монах,
- Хинес Рабаса, адвокат.

29. маја свих девет представника се састало у Каспи и до 28. јуна одлучили у Фернандову корист, за шта је највише био заслужан Венсенте Ферера.